# Полифони караван
Полифони караван (грч. Πολυφωνικό Καραβάνι) је дугогодишњи пројекат чији је циљ истраживање, заштита и промоција епирске полифоне песме. Полифоно певање је у области Епира дубоко укорењена вековна традиција. Један је од елемената културног идентитета народа у епирском пограничном подручју у Грчкој и грчке националне мањине у Албанији. Крајем 20. века, услед миграције становништва из сеоских у урбане средине, остало је врло мало искусних извођача и јавила се претња да епирска полифона песма одумре. Године 1997. јавила се прва иницијатива за заштиту и очување ове традиције. Тринаест година касније, 2010. године, настао је Полифони караван који путује током пролећа, лета и зиме и кроз концерте и радионице промовише епирску полифону песму. Године 2020. Полифони караван је уврштен на Унескову листу нематеријалног културног наслеђа човечанства.

## Епирска полифона песма
Полифоно певање је у области Епира вековна традиција. Карактеришу га варијације у стилу и структури интерпретације, од једног до другог региона. Изводи га група коју чине најмање четири, а некад и више од десет певача. Пет или седам је најчешћи број. Теме песама дотичу готово све аспекте живота - детињство, брак, смрт, историјске догађаје, пастирски живот и друге. Представља живу традицију и елемент културног идентитета народа у епирском пограничном подручју и грчке мањине у Албанији. Истовремено је и један од најважнијих примера у репертоару глобалне полифоније. Епирско полифоно певање је усмена традиција која носи снажан печат локалног стила и интерпретације. Путем Полифоног каравана ова традиција шири свој друштвени утицај у урбаном окружењу.
Упркос древном пореклу полифонска песма у Епиру еволуирала је заједно са византијском музиком, асимилирајући различите утицаје. Задржала је селективне афинитете према другим врстама полифоније у региону, а посебно према албанској полифонији (и обрнуто).

## Историја
| Каравани имају посебно место у историји Епира. За становништво ове области вековима су били начин да стигну до удаљених места. Током вишенедељних путовања, боравећи сваки дан на другом месту, спајали су Епир са удаљеним местима попут Истанбула, Пловдива, Беча... |

У периоду после Другог светског рата и грађанског рата који је услиједио у Грчкој становништво Епира почело је да мигрира у велика урбана средишта у Грчкој и иностранству. У селима, где се ова песма традиционално изводила, остало је врло мало искусних извођача и јавила се претња да епирска полифона песма одумре. Средином деведесетих година прошлог века група младих људи, интерних миграната из Епира, оформила је у Атини прву полифону групу „Каониа“ (грч. Χαονια), са идејом да заштите, промовишу и кроз опсежна теренска истраживања документују ово културно наслеђе. После првог концерта у пограничнм селу Полидросо (грч. Πολύδροσο) у Теспротији основали су невладину организацију „Апирос” (полифони караван, грч. Απείρου), а наредне године покренули су истоимени часопис. Од 2000. године почињу да организују и међународне радионице, скупове, семинаре и концерте. Године 2002. први пут прелазе границе Грчке и наступају у Албанији и јужној Италији. Путовање које је започело у пограничном селу Полидросо постепено се проширило пограничним Епиром. Наставило се широм Грчке - Македонијом, Тесалијом, Крфом и убрзо прешло границе са Албанијом, Италијом, Бугарском.
Од 2010. до данас велики концерти настављају се као фестивали полифоне песме на којима наступа све више учесника из целог света. Ови међународни скупови постају Полифони каравани, који путују сваког лета, као и током зиме и пролећа. Летњи караван путује од града до града током десет дана, док сезонски зимски и пролећни трају четири дана и углавном су фокусирани на теренске снимке и истраживања, обогаћујући Архив полифоних песама. Његови сапутници су ученици радионица полифоније. Сваког лета манифестација се традиционално одржава и у Теспротији. Данас се, у оквиру Полифоног каравана, организују радионице и ван граница Грчке (Немачка, Француска...), а о Каравану је снимљено и неколико документарних филмова. Године 2020. је уврштен на Унескову листу нематеријалног културног наслеђа човечанства, као организација која истражује, чува и промовише Епирску полифону песму у савременом друштвеном окружењу које се стално мења.
Поред тога, Полифони караван представља облик тематског туризма и пример међудржавне сарадње у циљу очувања овог јединственог прекограничног културног наслеђа.